# Flugten fra Seraillet
Flugten fra Seraillet er en dansk stumfilm fra 1907 produceret af Nordisk Films Kompagni og instrueret af Viggo Larsen.

## Handling
Da en ung englænder ser kaliffens yndlingshustru, bliver han straks forelsket i hende. Hun gengælder hans følelser, men seraillet er svært bevogtet, og den strenge kalif lader ingen komme sit harem nær. Men englænderen vil gøre alt for at få sin elskede ud derfra – og med hjælp fra en ven lægger han en plan.

## Medvirkende
- Viggo Larsen
- Clara Nebelong
- Maggi Zinn
- Gustav Lund
- Waldemar Petersen